# Plastigauge
Plastigauge, Aussprache: Plasti [plasti] -gauge [geidʒ] (englisch) und [ˈgoʒ] (französisch). Ebenso wird auch von Plastigage gesprochen.
Plastigauge-Messstreifen sind spezielle Gauges, bestehend aus dünnen Stäben (Fäden) aus einem Spezialwachs. Werden diese flachgedrückt (gequetscht), dann ergibt sich aus der neuen Breite mit einer zugehörigen Vergleichslehre die aktuelle Dicke. Diese Messmethode wird bei Reparaturen angewendet, wenn eine Welle in ein geteiltes Lager einzupassen ist.
Es geht um die Ermittlung der optimalen Distanzbleche (Shims), die zwischen den Lagerschalen notwendig sind. Dazu wird mit den vermutlich richtigen Distanzblechen und mit einem (spiralförmig) eingelegten Messfaden alles zusammengebaut. Nach der Demontage bestätigt die Quetschbreite das gewünschte oder vorgeschriebene Lagerspiel. Andernfalls müssen neue Distanzbleche montiert werden.
Diese Messmethode wird bevorzugt im angloamerikanischen Raum verwendet. Daher ist die Anzeige auf der Vergleichsskala häufig in Inch (Zoll) angegeben.
Verbreitet ist dieses Verfahren bei der Reparatur von Verbrennungsmotoren. Hierbei geht es insbesondere um das korrekte Lagerspiel der Kurbelwelle.